# Irini Jeorgatu
Irini Jeorgatu, gr. Ειρήνη Γεωργάτου (ur. 1 lutego 1990) – grecka tenisistka.
Swoją karierę rozpoczęła w wieku piętnastu lat w 2005 roku, na turnieju rangi ITF w Atenach, gdzie przegrała w pierwszej rundzie kwalifikacyjnej z Austraiczką Franziską Klotz. Tydzień później wygrała swój pierwszy mecz w karierze w Patras, pokonując w pierwszej rundzie kwalifikacji również Austriaczkę, Sandrę Liebl. Trzy lata później, w 2008 roku wygrała swój pierwszy turniej ITF w Mitylenie w Grecji. W sumie w tego typu zawodach wygrała pięć turniejów singlowych i dwa deblowe.
We wrześniu 2010 roku po raz pierwszy zakwalifikowała się do turnieju WTA w Taszkencie w Uzbekistanie. Wygrała trzy mecze kwalifikacyjne, ale w pierwszej rundzie turnieju głównego trafiła na zawodniczkę gospodarzy, nr 2 turnieju Akgul Amanmuradovą, z którą przegrała 4:6, 3:6.
W grudniu 2010 roku po raz pierwszy osiągnęła drugą setkę światowego rankingu WTA, plasując się na 197 miejscu.

## Wygrane turnieje rangi ITF
| turnieje z pulą nagród 100 000 $ |
| turnieje z pulą nagród 75 000 $  |
| turnieje z pulą nagród 50 000 $  |
| turnieje z pulą nagród 25 000 $  |
| turnieje z pulą nagród 15 000 $  |
| turnieje z pulą nagród 10 000 $  |

|    | Data       | Turniej  | Kat. | ($)    | Naw.   | Finalistka            | Wynik         |
| 1. | 05/10/2008 | Mitylena | ITF  | 10 000 | twarda | Ganna Piwen           | 6:4, 6:2      |
| 2. | 12/04/2009 | Antalya  | ITF  | 10 000 | twarda | Katerina Awdijenko    | 3:2 ret.      |
| 3. | 19/04/2009 | Antalya  | ITF  | 10 000 | twarda | Tetiana Arefiewa      | 6:3, 6:7, 7:5 |
| 4. | 14/06/2009 | Karszy   | ITF  | 25 000 | twarda | Chrystyna Antonijczuk | 6:1, 3:1 ret. |
| 5. | 06/06/2010 | Buchara  | ITF  | 25 000 | twarda | Sopia Szapatawa       | 1:6, 6:0, 6:3 |